# Miroslav Kouřil
Miroslav Kouřil (* 16. November 1960 in Zábřeh) ist ein ehemaliger tschechischer Fußballspieler und derzeitiger Fußballtrainer.

## Vereinskarriere
Kouřil spielte von 1985 bis 1987 bei Slavia Prag, anschließend drei Jahre bei Sigma Olomouc. In der 1. tschechoslowakischen Liga absolvierte der Stürmer insgesamt 129 Spiele, in denen er 25 Tore schoss. Von 1990 bis 1993 spielte er in Zypern und kehrte anschließend nach Olomouc zurück, kam aber nur noch auf sechs Erstligaeinsätze. Im Sommer 1994 wechselte er zum zypriotischen Zweitligisten Evagoras Paphos.

## Trainerkarriere
Kouřil begann seine Trainerlaufbahn 1999/00 bei TJ Hodolany, einem Olmützer Stadtteilklub, in der 5. Liga. Im Jahr darauf trainierte er Rostex Vyškov. Von 2001 bis 2003 war er Co-Trainer beim damaligen Zweitligisten SK LeRK Prostějov. zur Saison 2003/04 wurde er dort Cheftrainer, in der Winterpause wurde er entlassen. Im Sommer 2004 ging er als Assistent zum 1. FK Drnovice, im Oktober 2005 wurde er hauptverantwortlicher Trainer und führte die Mannschaft zum Klassenerhalt in der 2. Liga.
In der Saison 2006/07 trainierte Kouřil den Drittligisten Fotbal Fulnek. Er gewann mit der Mannschaft souverän die Meisterschaft, wurde aber vor dem letzten Spieltag entlassen. Im September 2007 übernahm er das Traineramt beim Zweitligisten Fotbal Třinec.